# Gebrs. Van den Boom

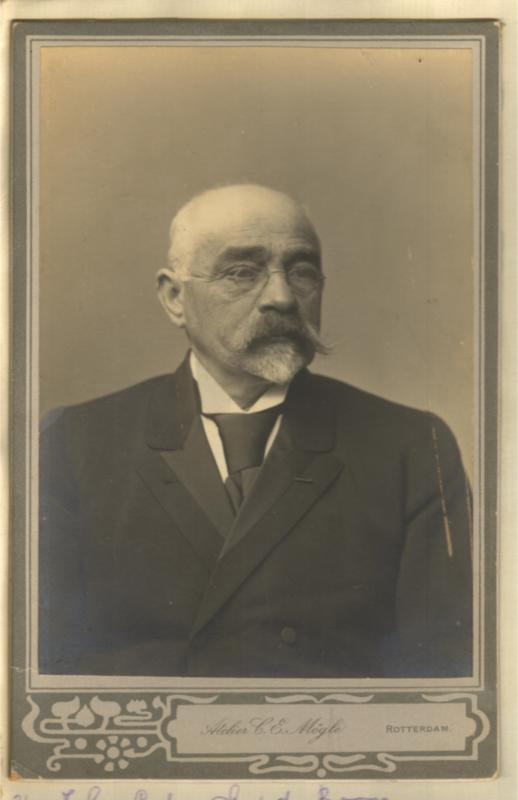
Johan Lodewijk, een van de twee broers van de Gebr. Van den Boom

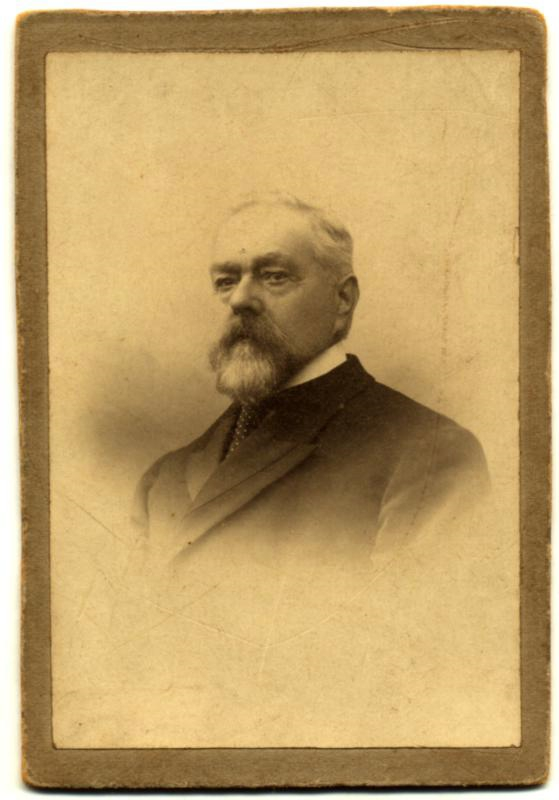
Gos, de andere broer van Gebr. Van den Boom

Gebrs. Van den Boom (vanaf 1911 N.V. Gebrs. Van den Boom's Stoombootreederij) was een beurtvaartrederij die actief was tussen Rotterdam/Amsterdam en steden in het oosten van Nederland.

## Geschiedenis
De broers Johan Lodewijk en Gosuinus (Gos) van den Boom, zoons van een beurtschipper (Gradus van den Boom, 1809-1864), vestigden de firma Gebroeders van den Boom in Rotterdam in 1857. Met zes zeilschepen onderhielden zij beurtdiensten op Helmond en Meppel. Niet lang daarna kon een dienst op het traject Rotterdam - Zutphen - Deventer worden overgenomen en openden zij een lijn van Amsterdam naar Helmond.
Naast stukgoed, traditioneel het zwaartepunt van de beurtvaart, kon men later grotere vrachten aannemen en werden de broers actief als cargadoor. De firma schakelde over van zeil op stoomvaart.
Toen de firma in 1911 werd omgezet in een naamloze vennootschap, was zij reeds een belangrijke rederij in de Nederlandse binnenvaart. In 1913 werd J.L. van den Boom jr. belast met de leiding over het bedrijf. Tussen de beide wereldoorlogen kon de rederij nog sterk uitbreiden. Een dienst van Amsterdam via Leeuwarden naar Dokkum kon worden overgenomen en nieuwe verbindingen werden in de vaart gebracht. In 1939 beschikte zij over 36 stoomschepen, motorschepen en lichters.
In 1946 fuseerde Van den Boom met de rederij J. & A. van der Schuyt, die reeds eigenaar was van de Reederij Stanfries, in het bedrijf Van der Schuyt, Van den Boom en Stanfries NV.